# Enya-diszkográfia
Enya ír énekesnő megjelent lemezei:

## Albumok és a róluk megjelent kislemezek
- Enya (1987; 1992-ben The Celts címen is megjelent)
  - I Want Tomorrow (1987)
  - The Celts (1992)
- Watermark (1988)
  - Orinoco Flow (1987)
  - Evening Falls… (1988)
  - Storms in Africa (1989)
  - Exile (1991)
- Shepherd Moons (1991)
  - Caribbean Blue (1990)
  - How Can I Keep from Singing? (1991)
  - Book of Days (1992)
  - Marble Halls (1994)
- The Memory of Trees (1995)
  - Anywhere Is (1994)
  - On My Way Home (1996)
- Paint the Sky with Stars (1997; válogatásalbum két új dallal)
  - Only If… (1997)
- A Box of Dreams (1997-1998; válogatásalbum, 3 CD, összesen 46 dal)
- A Day without Rain (2000)
  - Only Time (2000)
  - Wild Child (2001)
  - Only Time (Remix) (2001)
- Only Time – The Collection (2002; válogatásalbum, 4 CD, összesen 50 dal + egy videóklip és egy képernyővédő)
- Amarantine (2005)
  - Amarantine (2005)
  - It’s in the Rain (2006)
  - If I Could Be Where You Are (csak Japánban jelent meg, promó CD változatban; B oldal: It’s in the Rain) (2006)
  - Someone Said Goodbye (csak az USA-ban jelent meg, promó CD változatban; B oldal: Someone Said Goodbye (Remix)) (2006)
- And Winter Came… (2008)
  - Trains and Winter Rains (2008)
  - White Is in the Winter Night (2008)
  - My! My! Time Flies! (2009)
- The Very Best of Enya (válogatásalbum; 2009)
- Dark Sky Island (2015)
  - Echoes In The Rain (2015)

## Más kiadványok

### EP-k
- 6 Tracks (EP, 1989)
- The Christmas EP (1994; az Oíche Chiúin és 4 másik, nem karácsonyi dal szerepel rajta)
- Christmas Secrets (2006; 4 karácsonyi dal)
- Sounds of the Season EP (2006; a Christmas Secretsen szereplő dalok és 2 másik karácsonyi dal)

### Albumhoz nem kapcsolódó kislemezek
- Oíche chiúin (Silent Night) (1989)
- May It Be (2002)

### Videókazetták és DVD-k
- Moonshadows (VHS és lézerlemez, 1991)
- The Video Collection (VHS és DVD, 2001)